# Florian Post
Florian Post (nascido em 27 de maio de 1981) é um político alemão. Nasceu em Neustadt an der Waldnaab, Baviera, e representa o SPD. Florian Post actua como membro do Bundestag pelo estado da Baviera desde 2013.

## Vida
Ele tornou-se membro do bundestag após as eleições federais alemãs de 2013. É membro da Comissão de Assuntos Jurídicos e Defesa do Consumidor.